# 紀伊水道直流連系設備

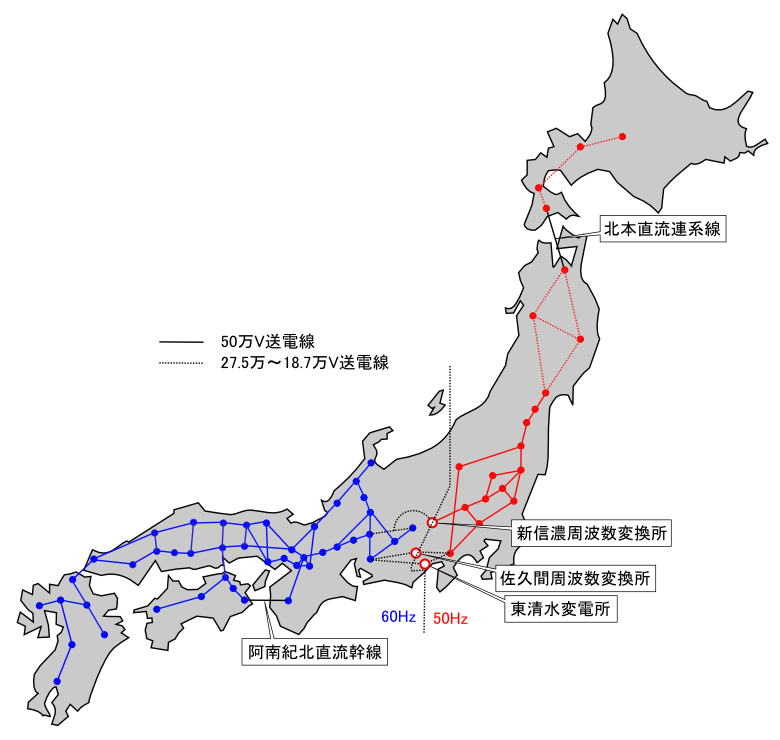
日本の電力系統における紀伊水道直流連系設備の位置

紀伊水道直流連系設備(きいすいどうちょくりゅうれんけいせつび)は関西電力送配電・四国電力送配電・電源開発送変電ネットワークが運用する電力供給設備である。直流送電が用いられている。2000年6月22日運用開始。

## 直流送電が用いられている理由
関西電力送配電と四国電力送配電はいずれも電源周波数が60Hzであり交流送電も可能であるが、本州と四国の間は東岡山変電所（岡山県赤磐市、中国電力ネットワーク）・讃岐変電所（香川県綾歌郡綾川町、四国電力送配電）間の本四連系線によって交流連系されており、交流送電では、電力系統にループが構成され制御が難しくなる可能性があることと、直流送電のほうが建設費が少なくてすむことから直流送電が用いられている。

## 紀北変換所

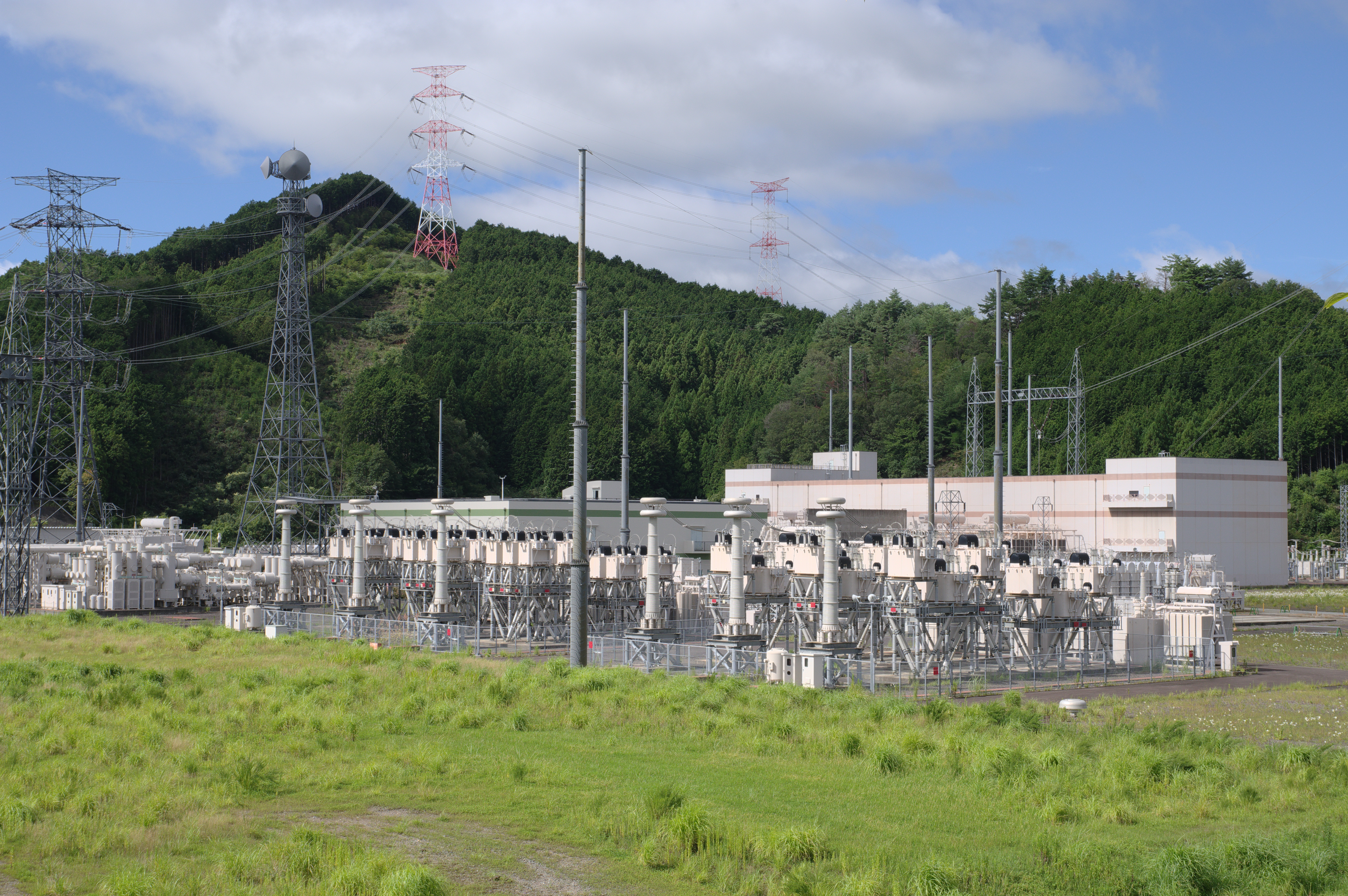
紀北変換所2023年

和歌山県伊都郡かつらぎ町にある交直変換所。変換容量1,400,000kW。北緯34度12分50秒 東経135度30分8秒 / 北緯34.21389度 東経135.50222度。

## 阿南変換所
徳島県阿南市にある交直変換所。変換容量1,400,000kW。北緯33度49分40秒 東経134度38分12秒 / 北緯33.82778度 東経134.63667度。

## 由良開閉所

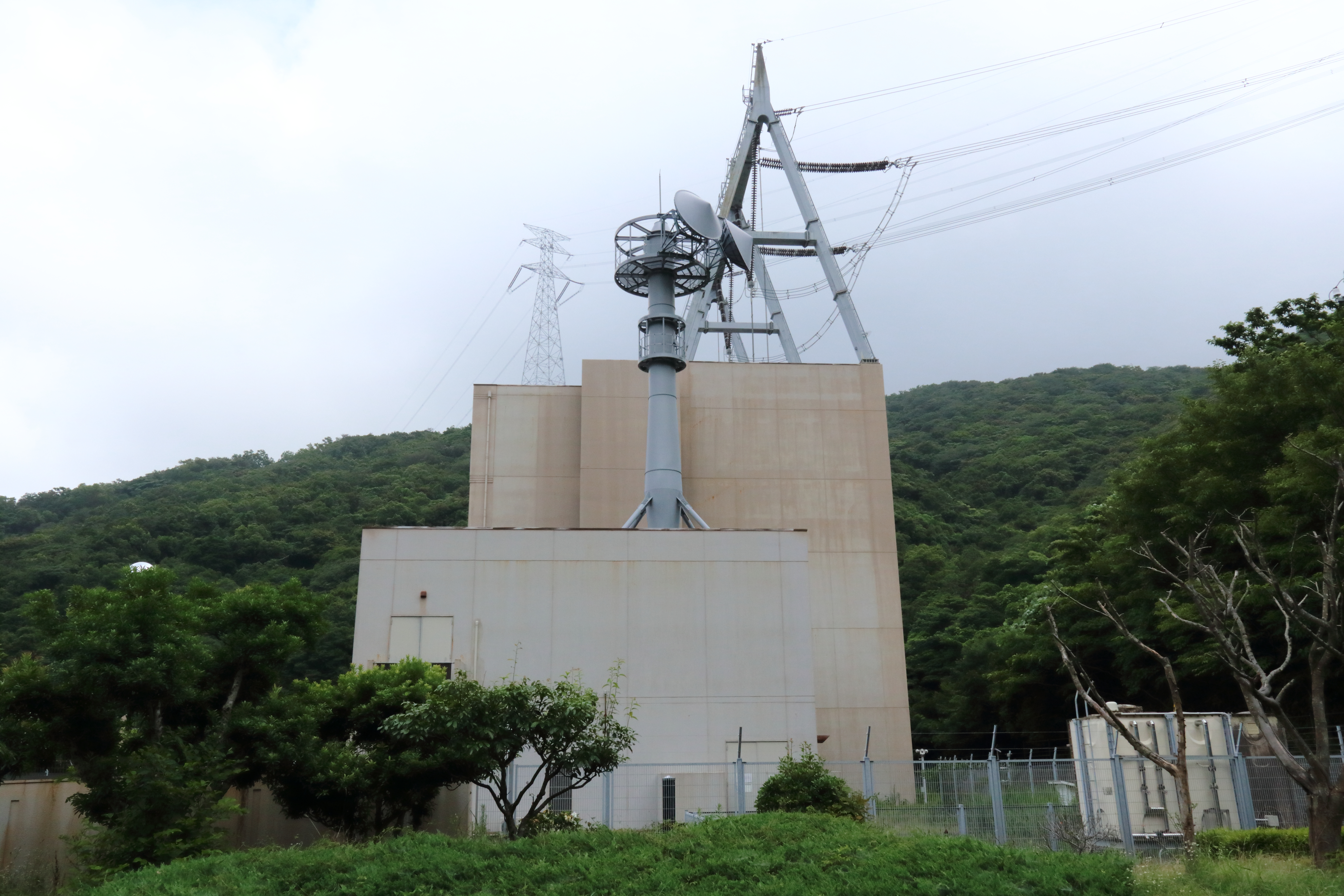
由良開閉所2023年

和歌山県日高郡由良町にある開閉所。北緯33度58分37秒 東経135度5分21秒 / 北緯33.97694度 東経135.08917度。

## 阿南紀北直流幹線
紀北変換所と阿南変換所を結ぶ送電線。直流250,000V、双極、定格2.8 kA。送電容量1,400,000kW。双極1回線(プラス極とマイナス極を持つ直流ケーブル)2条と中性線(プラス極もマイナス極も持たない直流ケーブル)2条の計4条で構成される。送電線の設計耐圧は500,000Vで、この電圧に昇圧すると送電容量は2,800,000kWになる。架空線50.9km(紀北変換所・由良開閉所間)、地中線48.9km(由良開閉所・阿南変換所間、海底部46.5km、陸上部2.4km)。